# Crateromorpha variata
Crateromorpha variata är en svampdjursart som beskrevs av Konstantin R. Tabachnick 2002. Crateromorpha variata ingår i släktet Crateromorpha och familjen Rossellidae. Inga underarter finns listade i Catalogue of Life.